# Veleštír Cimrmanův
 Veleštír Cimrmanův  (Heterometrus cimrmani Kovarik) 2004 je štír černé barvy, s hladkými klepety a délkou mezi 90–115 mm. Jedinci tohoto druhu byli původně považováni za veleštíra trnitého (Heterometrus spinifer). Veleštír Cimrmanův má ale delší články klepet u samců, což u veleštíra trnitého chybí. Veleštír Cimrmanův je rozšířen v Thajsku a Vietnamu, kde obývá pralesy. Tento štír je pojmenován po fiktivní postavě Járovi Cimrmanovi.

## Chov
Lze jej snadno chovat a to i ve skupinách. Hodí se do velkých výstavních terárií. Terárium by mělo mít jako podklad lignocel (kokosovou drť) o výšce min. 5 cm, jelikož tito štíři rádi hrabou. Pro skupinu 2, 6 (samec, samice) je třeba terárium 100 × 30 × 50 cm (délka, výška, šířka). Obecně platí že štír potřebuje terárium 3× delší než je sám a 2× tak široké. Přestože byl vědecky popsán až roku 2004 je v Česku již chován. Nejčastěji jako Heterometrus spinifer. Štír se rychle množí. Má až 27 velkých mláďat.

## Jedovatost a povaha
Jedná se o klidného štíra, který se nesnaží bodnout, ale naopak štípnout klepety. Jeho jed není nebezpečný a bodnutí není bolestivé. Některé jiné druhy rodu Heterometrus však mohou být nevypočitatelné a více agresivní. Jedná se především o některé menší druhy rodu.